# Habenaria medusa
Habenaria medusa är en orkidéart som beskrevs av Friedrich Fritz Wilhelm Ludwig Kraenzlin. Habenaria medusa ingår i släktet Habenaria och familjen orkidéer. Inga underarter finns listade i Catalogue of Life.
Artens växter vilt i Malesia (Indonesien, Filippinerna, Malaysia och däromkring).

## Bildgalleri

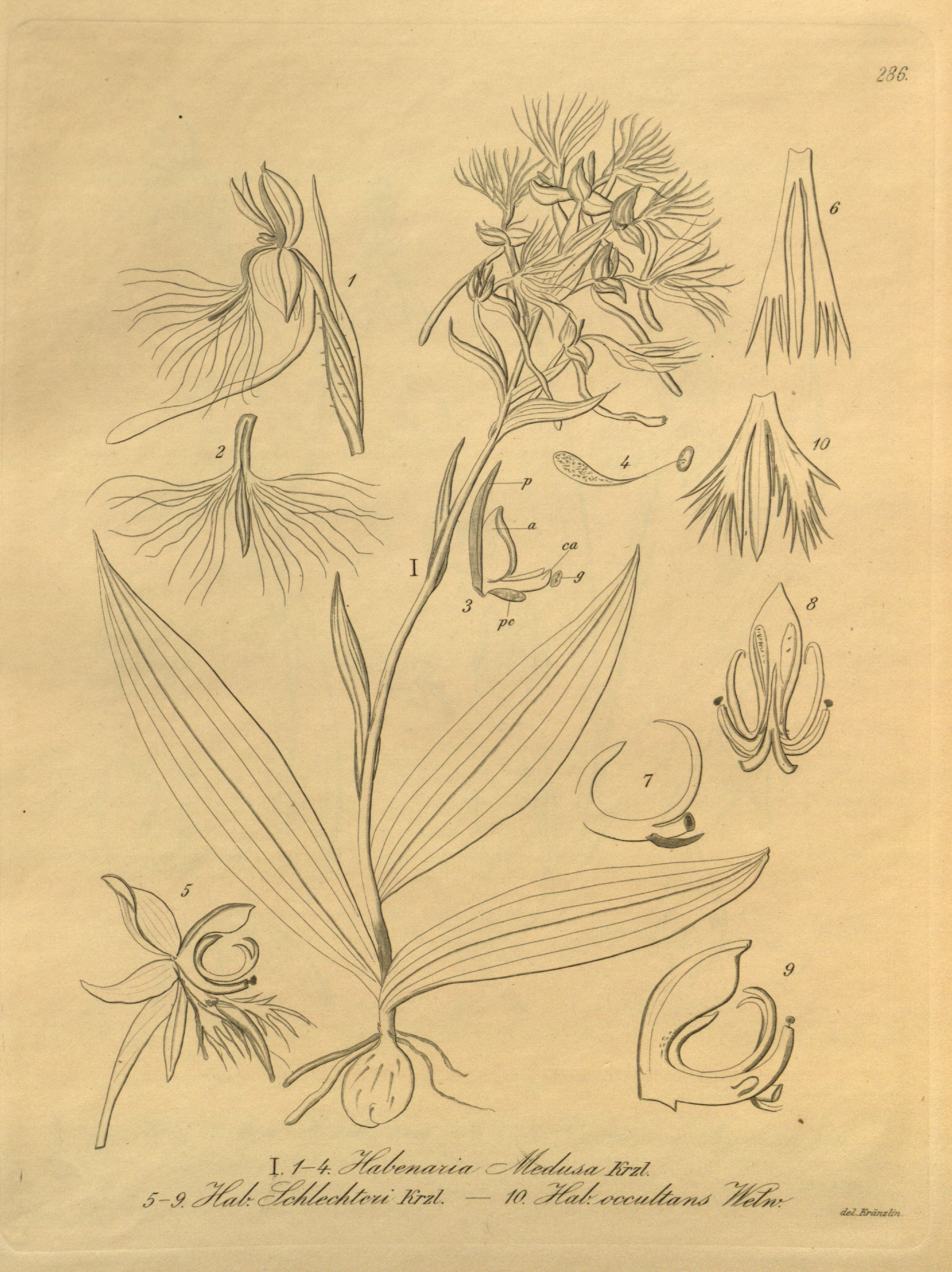
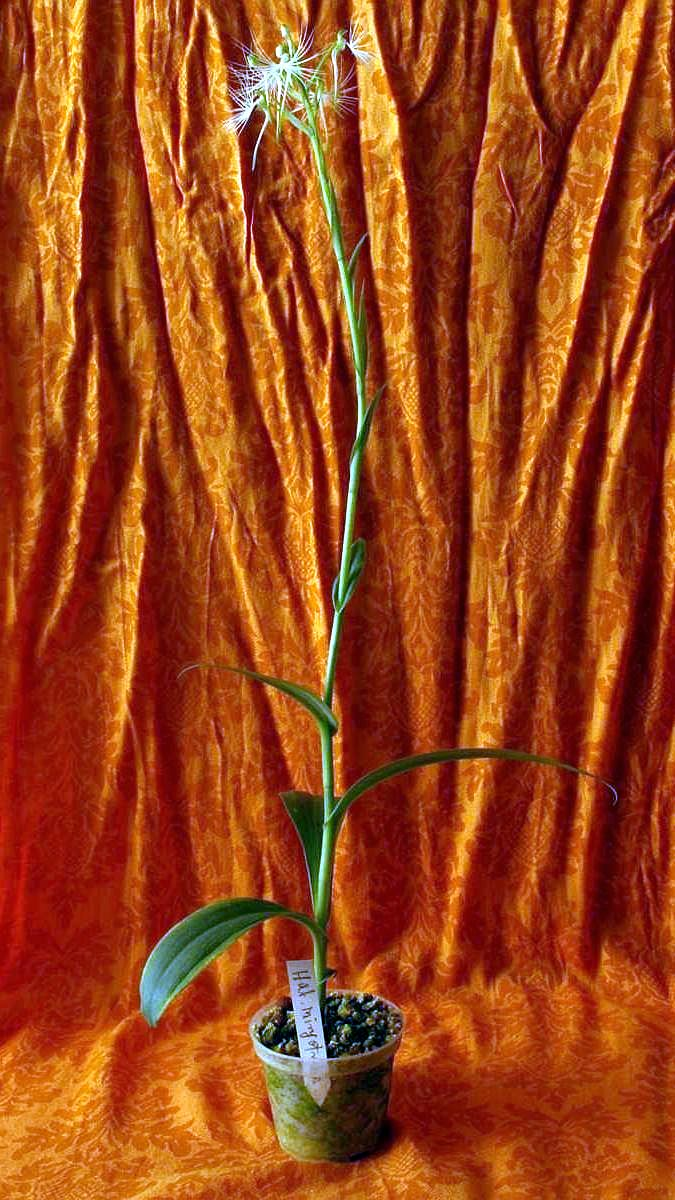
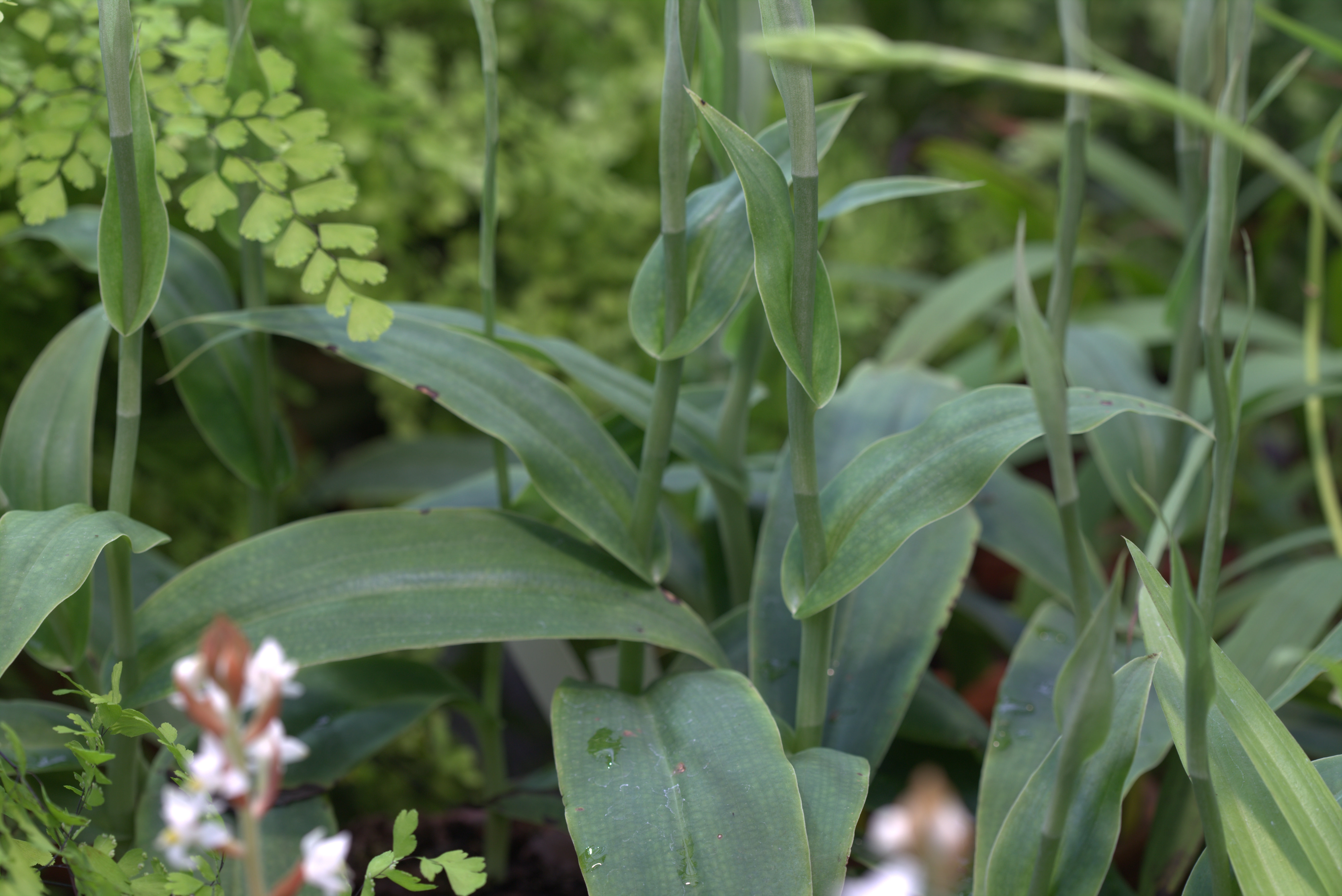
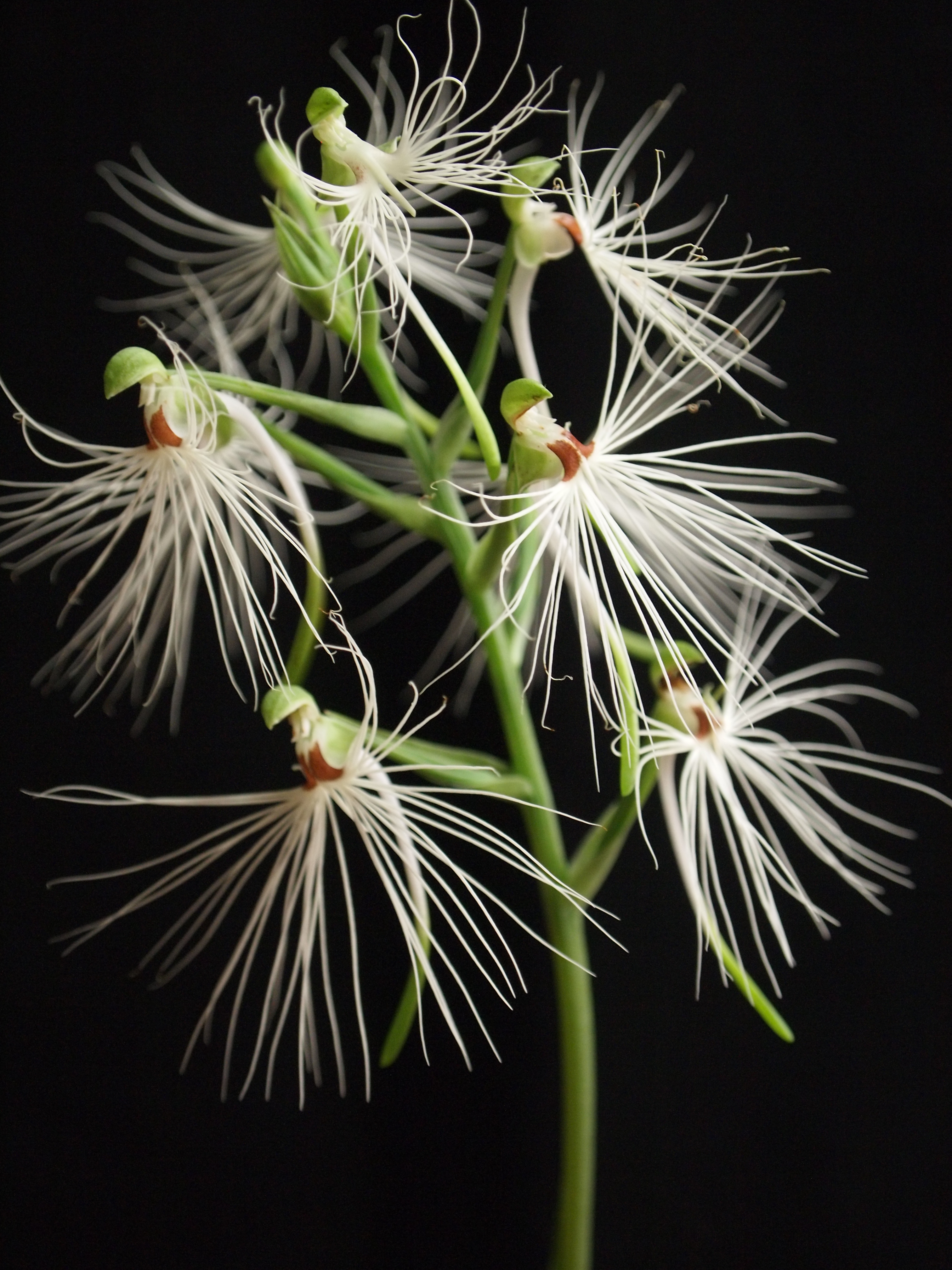
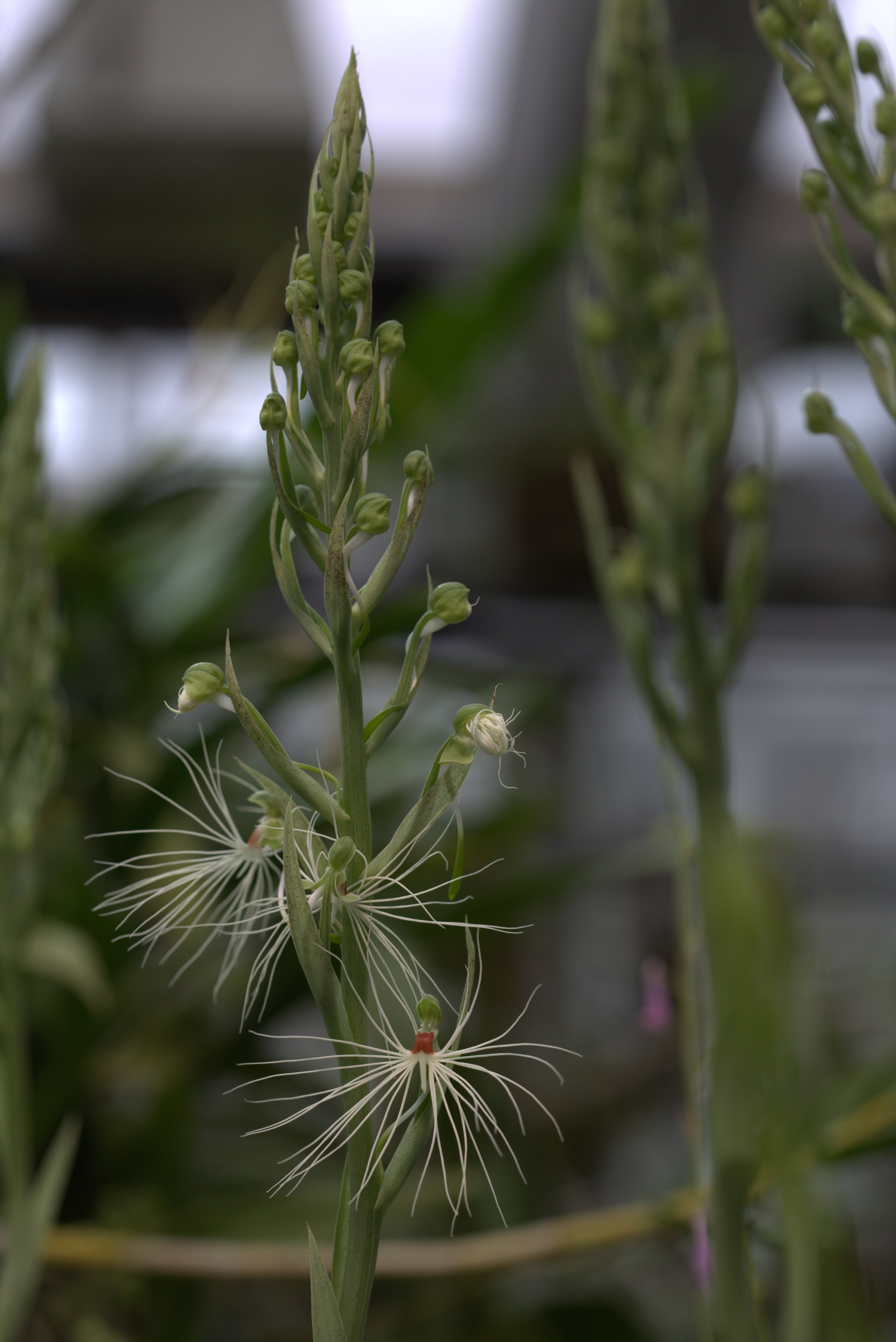
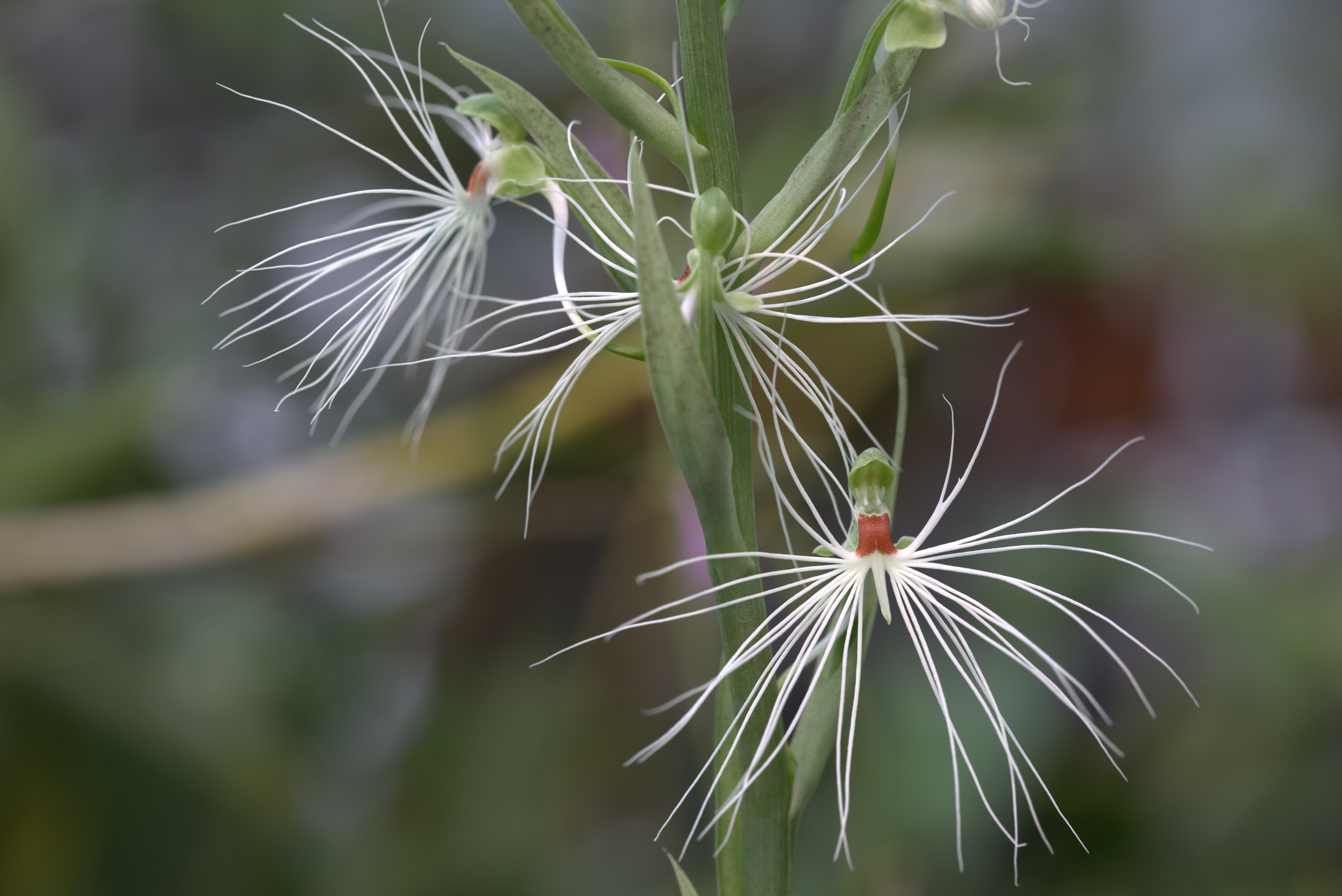